# Островский, Юрий Михайлович
Юрий Михайлович Островский (бел. Юрый Міхайлавіч Астроўскі; 29 июня 1925 — 31 декабря 1991, Гродно) — деятель белорусской науки, биохимик, Академик Национальной академии наук Беларуси (1986; чл.-корр. с 1977), доктор медицинских наук (1965), профессор (1966). Заслуженный деятель науки БССР (1978).

## Жизненный путь
Детство и юность Ю. М. Островского прошли в Минске. В 1941 году окончил среднюю школу. Во время фашистской оккупации с семьёй находился в Слониме. После освобождения города в 1944 г. был призван в Красную армию. В 1945 году поступил в Военно-медицинскую академию в Ленинграде, но в это же время был арестован его отец. Ю. М. Островского исключили из числа курсантов академии; позже поступил в Минский медицинский институт, где принимал активное участие в деятельности студенческого научного общества и профессионально занимался биохимическим направлением в медицинской науке. В 1950 году окончил Минский медицинский институт.
С 1950 г. — заведующий отделом и лабораторией Полоцкой санитарно-эпидемиологической станции, с 1956 г. — ассистент кафедры биохимии Витебского медицинского института, с 1959 г. — заведующий кафедрой биохимии Гродненского медицинского института, с 1975 г. — заведующий отделом регуляции обмена веществ Академии Наук БССР, с 1985 г. — директор Института биохимии Академии наук БССР.

## Научная деятельность
Научные работы в области витаминологии, регуляции обмена веществ и ряда направлений клинической биохимии (наркология, онкология). Им создана оригинальная концепция развития алкоголизма, дающая перспективы лечения этой болезни. Изучена природа центров и группировок на белке и в молекуле тиамина, ответственных за протеидизацию витамина, сформулированы основные положения, обосновывающие рациональное применение в медицине антивитаминов.
Опубликовал около 500 научных работ, в том числе 9 монографий, 15 изобретений.
Награждён премией Национальной академии наук Беларуси 1995 г. за цикл работ по метаболизму тиамина (посмертно).

## Общественная деятельность
Академик Ю. М. Островский являлся признанным общественным деятелем. Он был членом городского совета Общества белорусского языка (Таварыства беларускай мовы) и принимал активное участие в его деятельности.
Выдвигал свою кандидатуру на выборы в Верховный совет БССР, однако был вынужден сняться досрочно.
В наследие академик оставил не только научные труды, но и стихи, заметки, эссе, которые были изданы после его смерти.

## Память
Имя академика Ю. М. Островского присвоено лицею № 1 г. Гродно.